# Jeneberang
Der Jeneberang (indonesisch: Sungai Jeneberang) ist ein rund 75 Kilometer langer Fluss in der südwestlichen Hälfte der Insel Sulawesi. Das Einzugsgebiet hat eine Fläche von 760 Quadratkilometern.
Der Fluss entspringt in der Nähe des 2833 Meter hohen Berges Bawakaraeng und zieht sich durch die Bezirke Gowa und Takalar bis zu der Hafenstadt Makassar, wo er in die Straße von Makassar fließt. Der Fluss hatte das Stadtgebiet regelmäßig überflutet. 
Etwa 40 Kilometer flussabwärts befindet sich der im Jahr 1999 fertiggestellte  73 Meter hohe Staudamm Bilibili mit einem Stauraum von 380 Millionen Kubikmetern.
Gegen Mittag des 26. März 2004 ereignete sich am Oberlauf des Jeneberang ein Erdrutsch, als sich eine Gesteinsschicht am Krater des Bawakaraeng löste. Etwa 32 Menschen verloren dabei ihr Leben.